# Pin Bristlecone
Pinus longaeva
Espèce
Classification phylogénétique
Statut de conservation UICN

 LC  : Préoccupation mineure

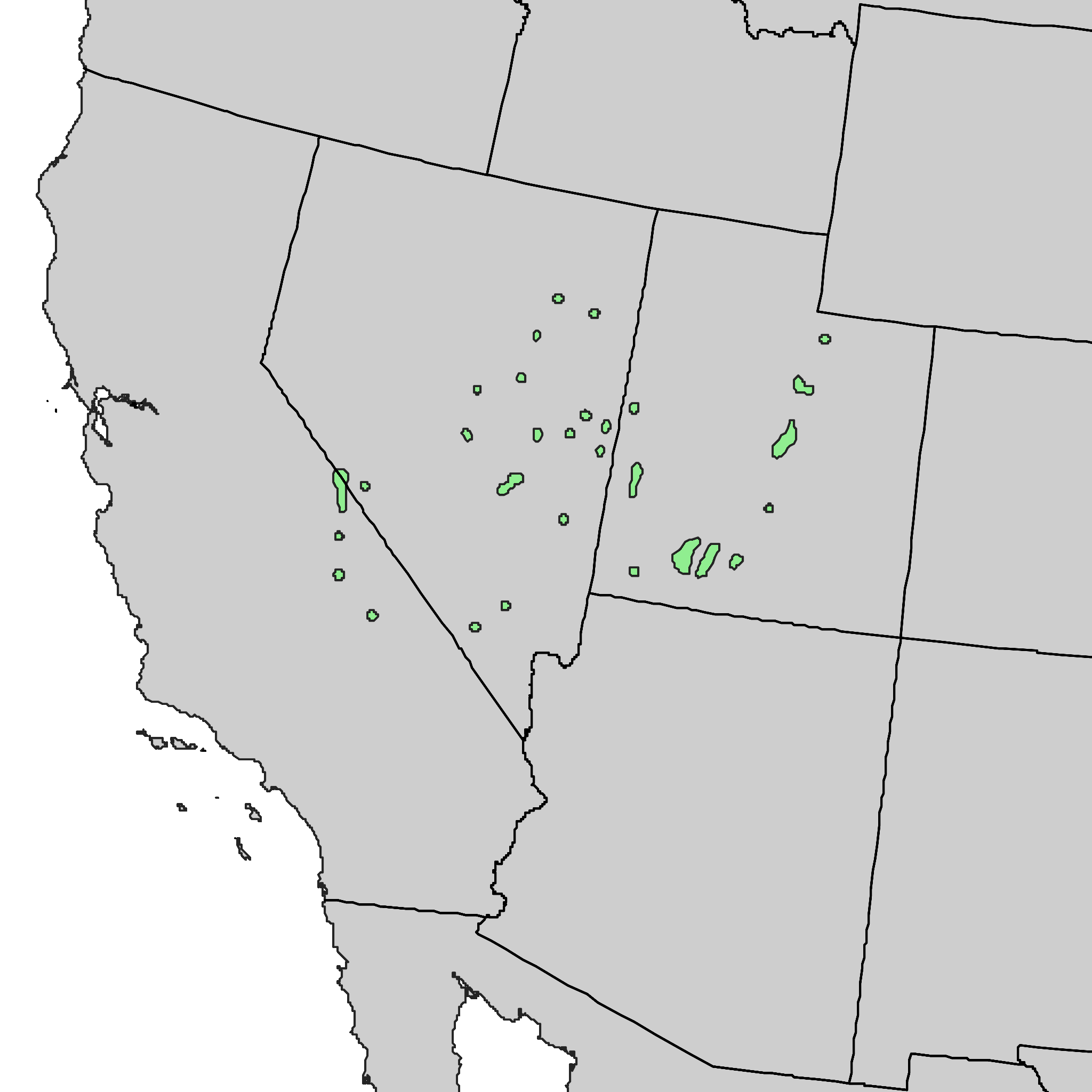
Distribution géographique naturelle

Le pin Bristlecone ou pin de Bristlecone (Pinus longaeva) est un arbre appartenant au genre Pinus et à la famille des Pinacées.
L'espèce est principalement répandue au sud-ouest des États-Unis. Le pin Bristlecone est l'un des organismes avec la plus grande longévité, pouvant dépasser 5 000 ans.

## Longévité exceptionnelle
Le plus vieil arbre vivant connu sur Terre pourrait être un Bristlecone âgé de 4 853 ans nommé « Mathusalem ». Il se trouve dans la chaine des montagnes Blanches (en) en Californie, mais sa localisation précise reste cependant secrète afin d'éviter tout acte de vandalisme. 
Un autre Pin de Bristlecone encore plus ancien, surnommé « Prometheus » a été abattu par erreur lors de travaux de recherches en 1964 alors qu'il avait plus de 5 000 ans. 
En 2010, un Bristlecone d'un âge présumé de 5 062 ans a été signalé dans les montagnes Blanches, dans l'est de la Californie ; toutefois, cet âge reste à confirmer.
Cependant, il est possible qu'un Fitzroya chilien les batte de plusieurs centaines d'années.
La raison de leur longévité serait le fait que ces arbres vivent à une altitude élevée, sous un climat sec et froid en hiver. Ces arbres se sont adaptés à ce climat en ne se développant que quelques mois par an, ce qui explique leurs formes particulières et leur taille relativement petite pour leur âge.

## Galerie

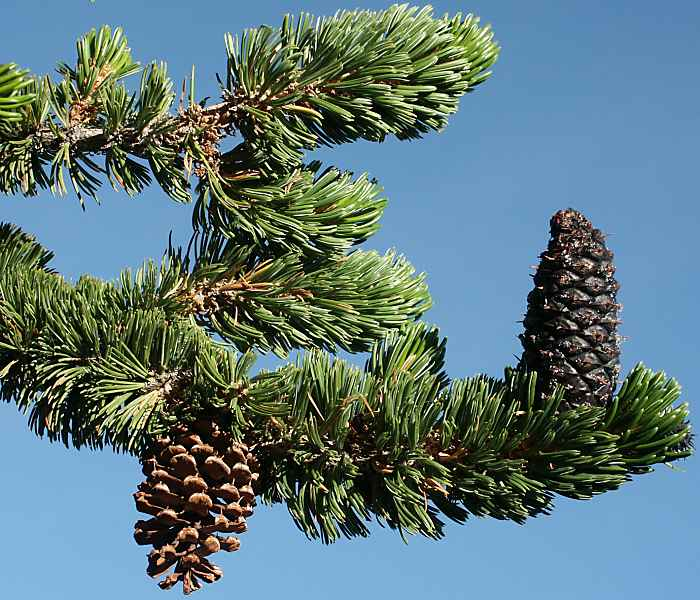
Détail d'une branche avec deux cônes, l'un mûr et l'autre pas.
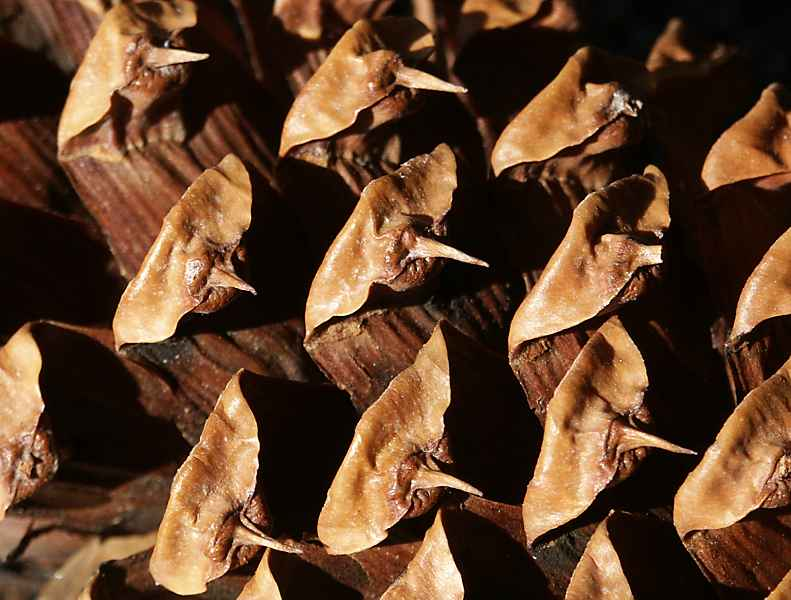
Détails d'un cône.
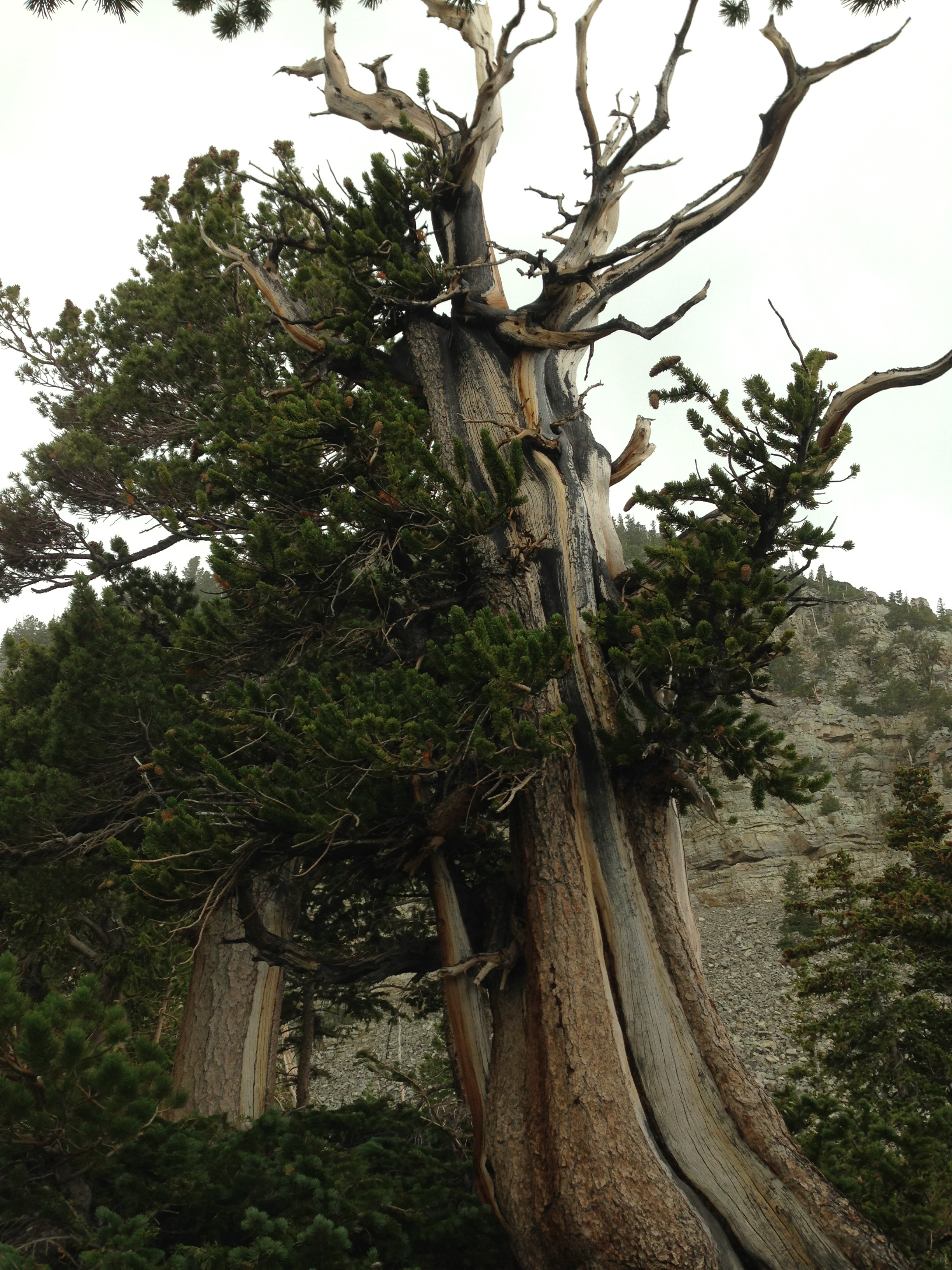
Un spécimen dans le Parc national du Grand Bassin (Nevada).
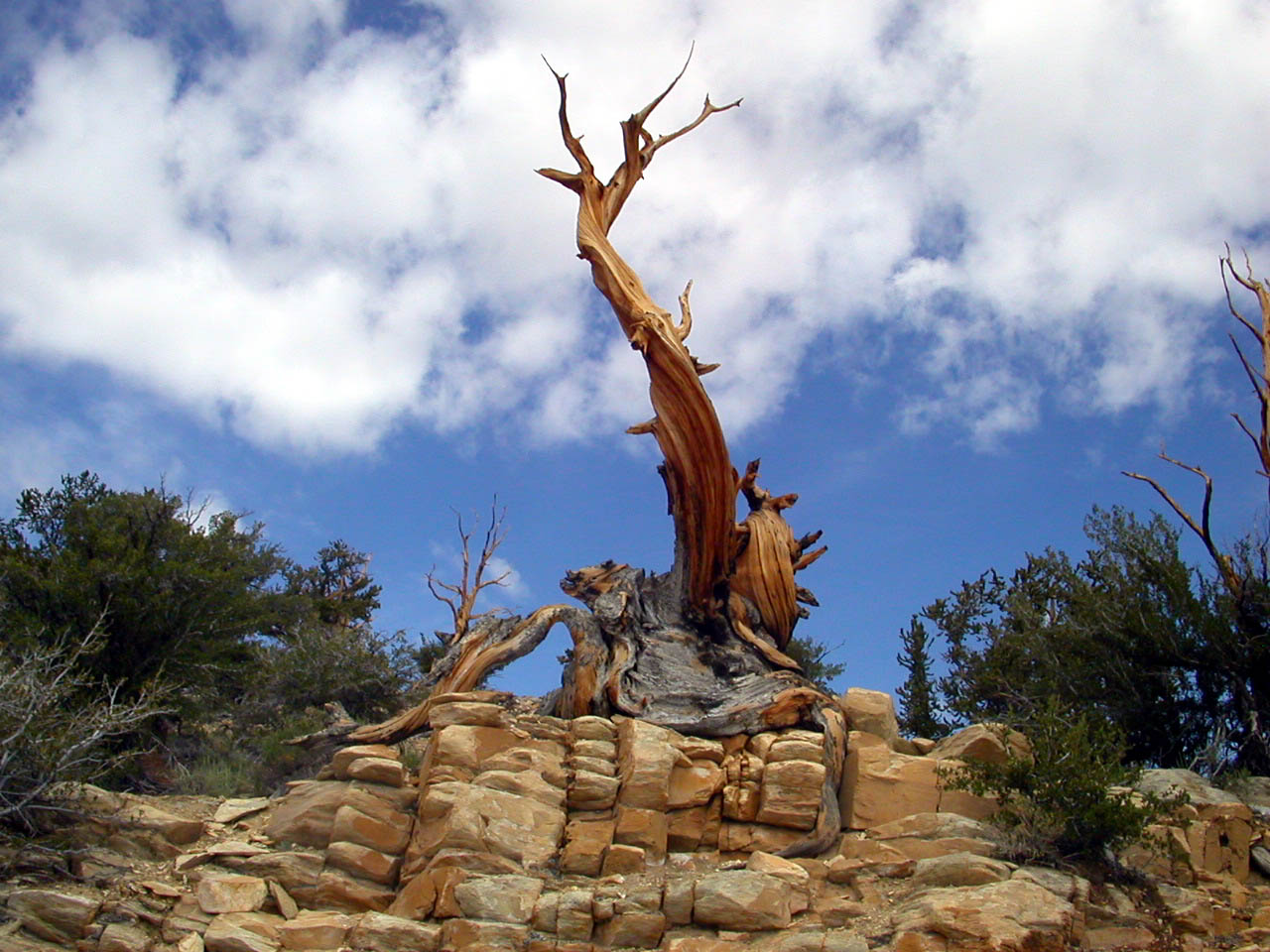
Un vieux spécimen à White Mountains (Californie).